# Haaposaari (ö i Kajanaland, Kajana, lat 64,16, long 28,38)
Haaposaari är en ö i Finland. Den ligger i sjön Pirttijärvi och Kaitainjärvi och i kommunen Sotkamo i den ekonomiska regionen  Kajana ekonomiska region  och landskapet Kajanaland, i den centrala delen av landet, 500 km norr om huvudstaden Helsingfors. Öns area är 4,9 hektar och dess största längd är 310 meter i nord-sydlig riktning.